# Ducati
Ducati Motor Holding SpA — італійський виробник мотоциклів зі штаб-квартирою в м. Болонья. З квітня 2012 року є дочірньою фірмою автовиробника Audi (концерн Volkswagen AG).
Щорічно виробляє близько 40 000 мотоциклів. В кінці 2014 року компанія відсвяткувала випуск 1 мільйонного мотоцикла. (для порівняння, компанія Honda, найбільший у світі виробник мототехніки, у цьому ж році випустила свій 300 мільйонний мотоцикл). Компанія розташована у регіоні з давніми гоночними традиціями, де народились такі бренди як Ferrari, Lamborghini та Maserati, а більша частина інженерів заводу є випускниками Болонського університету.

## Історія компанії

### Радіотехнічний початок
Компанію Ducati було засновано 1926 р. у м. Болонья. Засновниками компанії були брати Андріано та Марчелло Дукаті. Обидва вони цікавилися радіотехнікою, тому першим напрямком роботи компанії було саме виробництво радіотехніки. У 20-ті роки XX століття попит на рупори, гучномовці робив свою справу, і компанія відмінно розвивалася.
Після Другої світової війни попит на радіотехніку різко впав, і компанія перейшла під управління держави. У той час для Італії було важливо створення дешевих засобів пересування, тому діяльність Ducati перекваліфікувалася на виробництво засобів пересування.

### Початок мотовиробництва

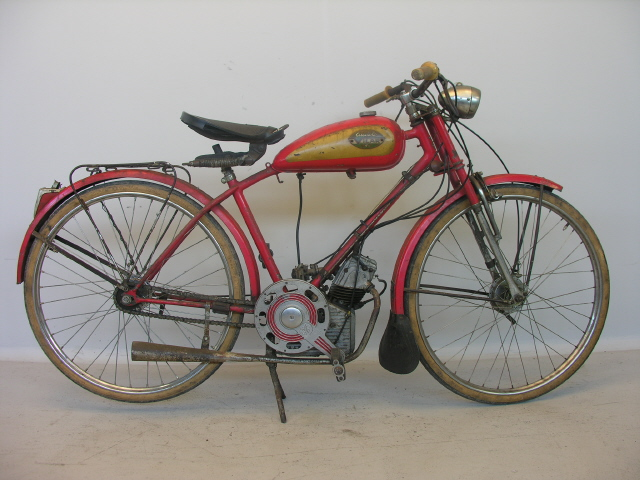
Ducati Cucciolo

Першими продуктами виробництва стали двигуни, проект яких створив інженер Альдо Фарінеллі. Щойно Фарінеллі повернувся до конструювання спорт-карів, Ducati святкували своє друге народження. Їхній перший мотовелосипед називався Cucciolo (укр. цуценя), і відрізнявся від наявних на ринку мотовелосипедів об'ємом двигуна 50 куб.см. і відмінною тягою на низьких обертах.
Вже на початку 1950 Ducati здобула половину італійського ринку мотовелосипедів. До того часу все популярнішими ставали мотоцикли легкого типу. І вже в 1952 була випущена модель Cruiser. Новий мотоцикл був обладнаний двигуном з електростартером. При об'ємі двигуна 175 куб.см. потужність мотоцикла становила 8 к.с. Єдиним мінусом виявилася автоматична коробка передач, так як в той час її не змогли оцінити належним чином. Але трохи пізніше на ринку з'явилися 3-швидкісні Cucciolo з об'ємом двигуна 55 куб.см. і Cruiser з об'ємом 98 куб.см. Це були перші мотоцикли, які володіли телескопічною вилкою, хребтовою рамою і заднім маятником.
Трохи пізніше Ducati вирішили спробувати себе в спортивному напрямку і випустили модель 98 Sport. Перша спортивна модель розганялася до 95 км / год при потужності 6.5 к.с.

### Період Фабіо Тальоні
В 1954 головним конструктором став молодий інженер Фабіо Тальоні. Саме з ним пов'язані основні досягнення Ducati. Його перший мотоцикл Ducati 100 Gran Sport з двигуном 98 куб.см. відразу сподобався гонщикам. Фабіо прагнув наростити потужність мотора методом нарощування оборотів. Розмістивши розподільний вал в головці циліндра, інженер зміг домогтися потужності 9 к.с. при 9000 об./хв, що дозволяло мотоциклу масою 80 кг розвивати швидкість до 130 км/год. Десмодромний привід з механізмом примусового відкривання і закривання клапанів, розроблений Тальоні в середині 1956, з'явився на новій моделі мотоцикла тільки в 1958 році. Одноциліндровий двигун цього мотоцикла був об'ємом 125 куб.см. А вже в наступному році Ducati випустили аналогічний мотоцикл, тільки з двоциліндровим двигуном.
Але це все для спортивних цілей, для внутрішнього ринку Ducati випускали мотоцикли з двигунами 175 та 200 куб.см. На початку 60-х був створений мотоцикл нового покоління — Ducati 250 (18 к.с., 4такта, верхній розподільчий вал). Мотолюбителі без проблем нарощували об'єм двигуна цієї моделі до 450 куб.см. Найефективнішими моделями з 250 см ³-двигуном стали Mach 1 1964 і Mark 3D 1968.
Пізніше Тальоні зайнявся розробкою 1300-кубового двигуна для державних служб США. В результаті роботи вийшов 4-циліндровий двигун (100 к.с.) Apollo. Але в той час ще не були створені відповідні для такої потужності шини, тому від його використання довелося відмовитися. Правда в мотоциклі Ducati 750GT (1970 випуску), Фабіо встановив спрощений варіант цього двигуна об'ємом в 750 куб.см. Ця модель могла розганятися майже до 200 км/год при масі 185 кг і двигуні в 60 к.с. Аналогічний мотоцикл Super Sport 750 з десмодромним приводом розганявся до 215 км/год. Ці технології дозволяли завойовувати перші місця в мотогонках з року в рік.
Але Тальоні йшов далі, він замінив розподілвал з конічних шестерень на зубчастий ремінь, а при виготовленні циліндрів використовував замість чавун — алюмінієвий сплав з нікель-кремнієвим покриттям. Приблизно в цей же час з'явилася знаменита рама Ducati з труб хром-молібденової сталі, схожа на пташину клітку.
В 1979 у Ducati випустили 500 Pantah, ця модель була найшвидшою при об'ємі двигуна 500 куб.см.
У 1980-х у компанії почалася криза. В 1985 конкуруючий і процвітаючий мото-концерн Cagiva викуповує виробництво мототехніки Ducati і починає виробництво мотоциклів у стилі ендуро на базі двоциліндрових двигунів Ducati.

### Період Массімо Борди і нинішній час
У 1985 році, після виходу на пенсію Фабіо Тальоні, посаду головного конструктора займає Массімо Борди. На базі двигунів Pantah об'ємом 350, 750 і 904 куб.см. вироблялися одномісні спортивні моделі Ducati 350F3 і 750F1, туристичні Ducati 350/750 Paso, і Ducati Super Sport. Компанія Ducati з цього моменту починає свою співпрацю з виробником вихлопних систем італійською фірмою Termignoni.
На початку 1990-х дебютував Ducati 916. Дизайн мотоцикла робив відомий італійський дизайнер Массімо Тамбуріні, який створював дизайн ряду мотоциклів Bimota а також MV Agusta F4 і Brutale. У нього була маленька особливість — консольна підвіска заднього колеса з передньою підвіскою у вигляді переверненої вилки «телескоп».
У 1992 році дизайнер Мішель Галуццо створив легендарну модель Monster. На ньому стояв двоциліндровий L-подібний двигун з двохклапанними головками циліндрів і повітряно-масляним охолодженням. Наступним кроком стали мотоцикли Ducati 748 і Ducati 916, їхні двигуни мали десмо-привід клапанів Desmoquatro, рідинне охолодження і упорскування палива.
У 2000 році з'явилася модель Testatretta. При його розробці кожна частина двигуна піддавалася комп'ютерній обробці з метою зниження ваги і підвищення міцності. Розроблений таким чином ще досконаліший двигун потужністю в 135 к.с. (10200 об/хв) був встановлений на новій моделі Ducati 996R.

## Продукція

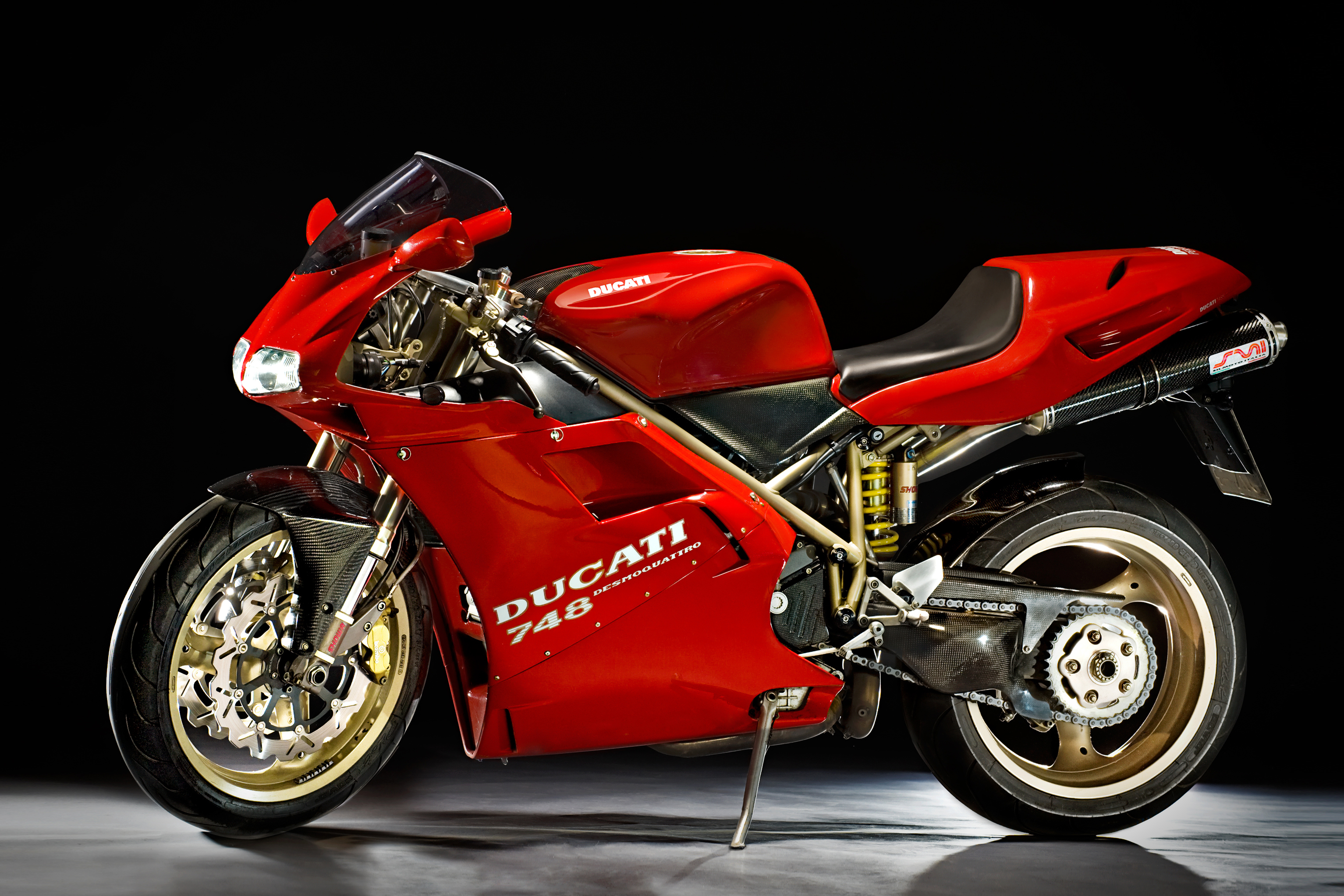
Ducati 748

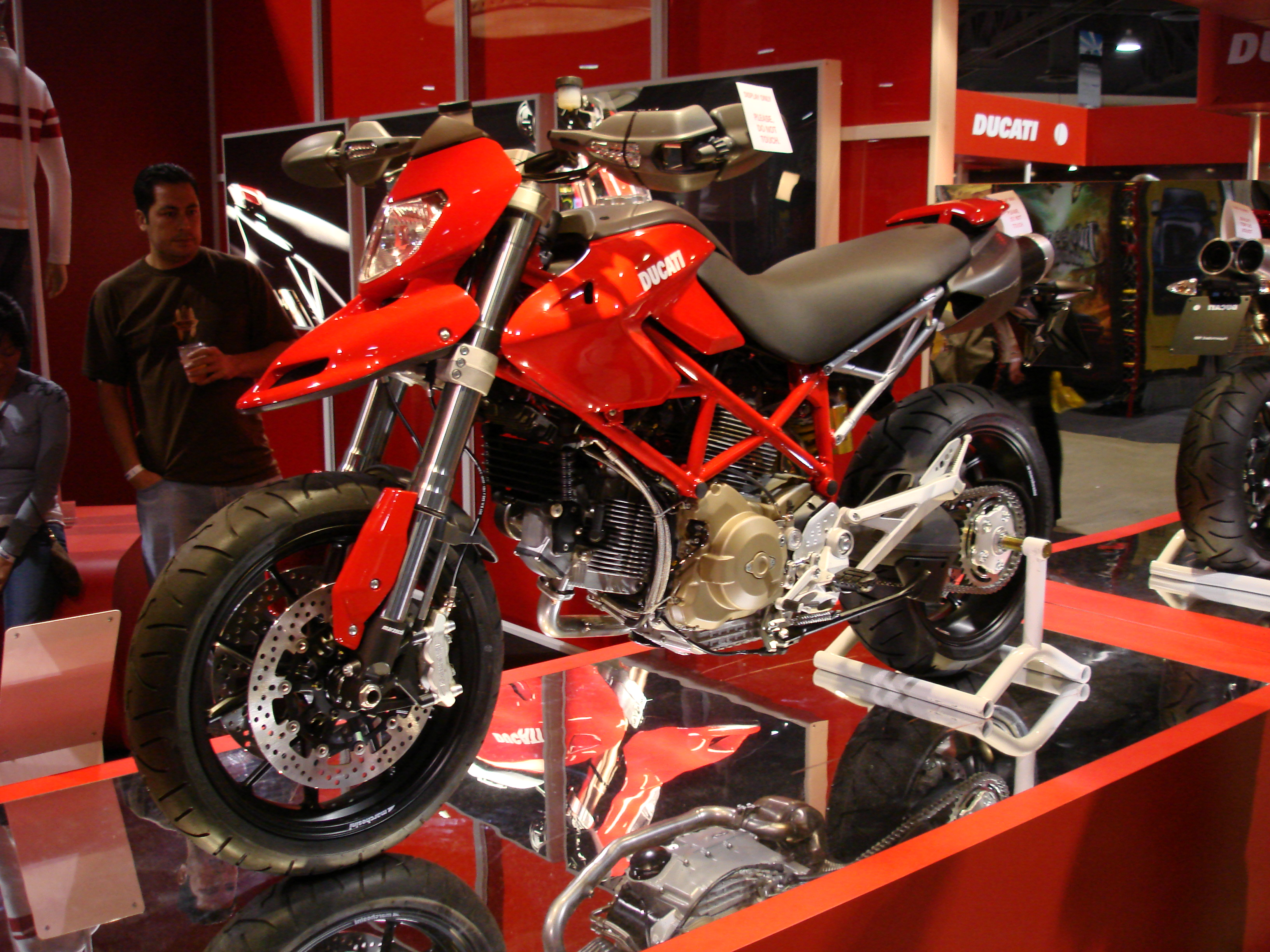
Ducati Hypermotard

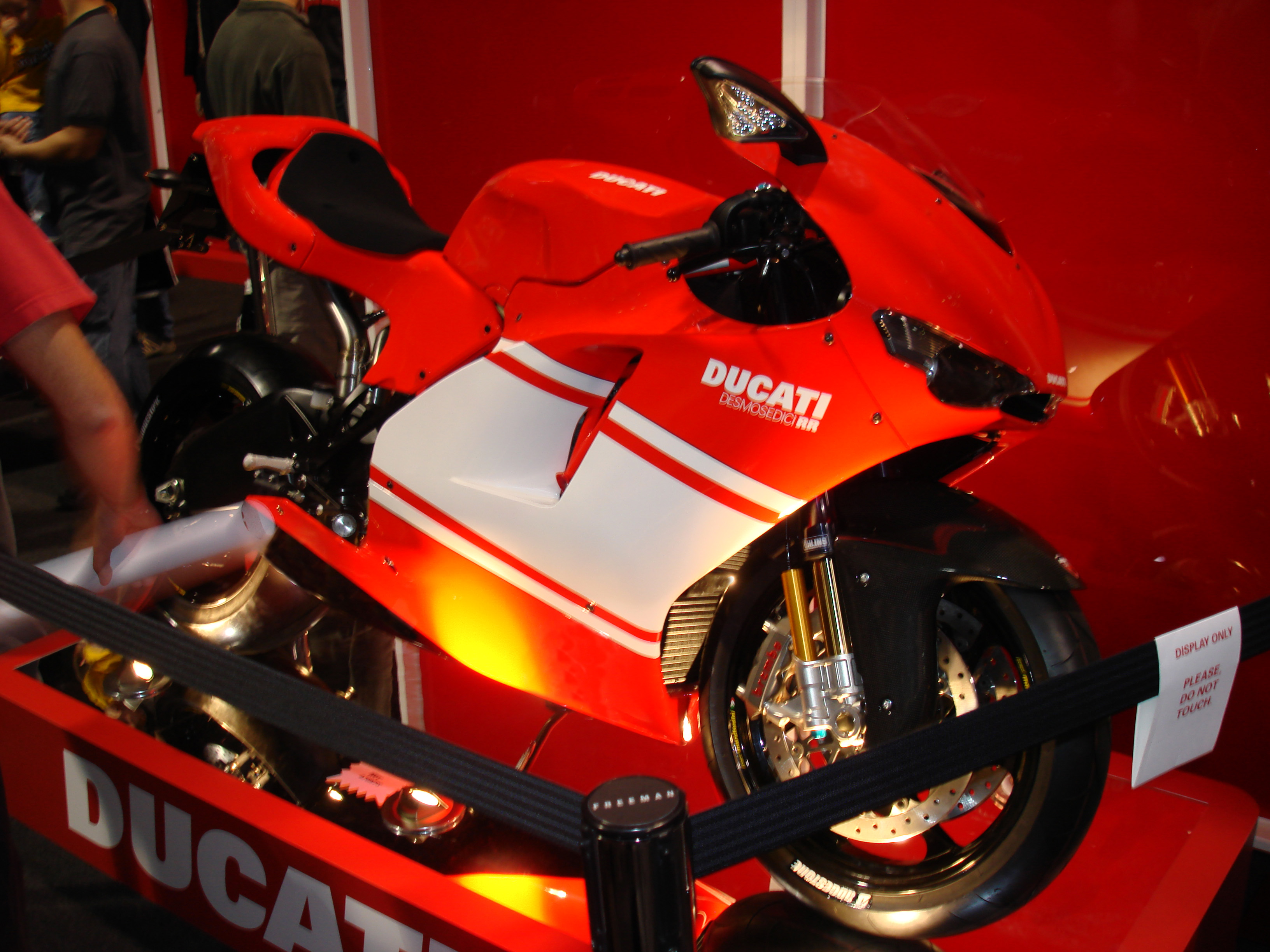
Ducati Desmosedici RR

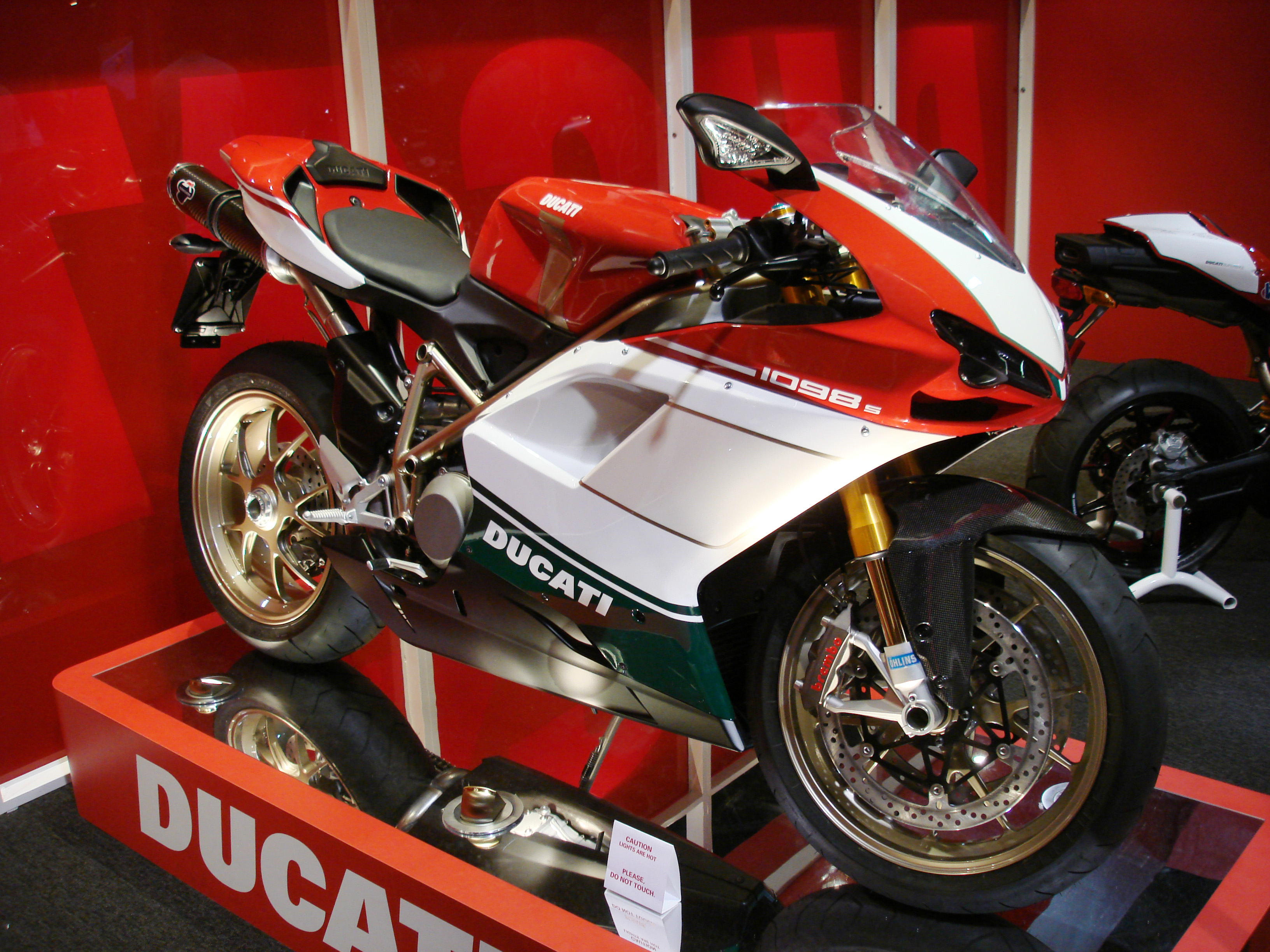
Ducati 1098 S триколор

### Поточний модельний ряд2014 рік
Модельний ряд включає в себе 6 класів мотоциклів:
Monster
- 696
- 796
- 1200
- 1200 S

Multistrada
- 1200
- 1200 S
- 1200 S Pikes Peak

Diavel
- Diavel, Cromo, вуглець та Strada

Superbike
- 899 Панігале
- 1199 Панігале
- 1199 Панігале S
- 1199 Панігале R
- 1299 Panigale

Hypermotard
- Hypermotard
- Hypermotard SP
- Hyperstrada

Streetfighter
- 848